# Serie A2 (pallanuoto maschile)
La Serie A2 è il secondo livello del campionato italiano maschile di pallanuoto, organizzato dalla Federazione Italiana Nuoto (FIN). Il campionato è organizzato in due gironi da dodici squadre ciascuno.

## Formula

### Regular season
La prima fase del torneo, la cosiddetta regular season, consta di due gironi composti da dodici squadre ciascuno: girone Nord e girone Sud. Le partecipanti al campionato si affrontano a turno nel girone di andata e in quello di ritorno, per un totale di 22 partite per squadra. Per ogni partita vengono assegnati 3 punti alla squadra vincente e 0 a quella perdente. In caso di pareggio ciascuna delle due squadre somma un punto.

### Play-off
La prime quattro classificate di ciascun girone si qualificano ai playoff; le squadre si incrociano in due tabelloni secondo il seguente schema:
| Tabellone 1                    |
| ------------------------------ |
| 1º Girone Nord - 4º Girone Sud |
| 2º Girone Sud - 3º Girone Nord |
| Tabellone 2                    |
| 1º Girone Sud - 4º Girone Nord |
| 2º Girone Nord - 3º Girone Sud |

Venegono disputate semifinali e finali al meglio di tre gare e le vincitrici dei due tabelloni conquistano la promozione in Serie A1.

### Play-out e retrocessione
Le retrocessioni in Serie B sono in totale quattro. La decima classificata affronta l'undicesima del girone opposto sempre al meglio delle tre gare. Le squadre perdenti raggiungono le ultime classificate della regular season in Serie B.

## Organico 2024-2025

### Girone Nord
- Arenzano
- Bogliasco
- Brescia
- Camogli
- Chiavari
- Como
- Lavagna '90
- Metanopoli
- Piacenza
- Sori
- Torino '81
- Vela Ancona

### Girone Sud
- Acquachiara
- Anzio
- Arechi
- Canottieri Napoli
- CN Salerno
- Ischia
- Latina
- Lazio
- Muri Antichi
- Napoli Lions
- Palermo
- Salerno

## Albo d'oro

### Campionato a girone unico (1985-1993)
Le squadre partecipanti erano dodici (dieci nel 1984-1985) e, dopo un girone all'italiana con gare d'andata e ritorno, le prime due classificate venivano promosse in Serie A1. Dal 1987-1988 al 1990-1991 le formazioni classificate dopo il secondo posto hanno disputato i play-out della Serie A1 per assegnare ulteriori promozioni.
| Stagione  | Vincitore     | Secondo posto | Promosse dopo play-out    | Note |
| 1984-1985 | Pescara       | Civitavecchia | non disputati             |      |
| 1985-1986 | Arenzano      | Fiamme Oro    | non disputati             |      |
| 1986-1987 | Volturno      | Como          | non disputati             |      |
| 1987-1988 | Lazio         | Bogliasco     | Nervi Sori                |      |
| 1988-1989 | Civitavecchia | Volturno      | Camogli Mameli Fiamme Oro |      |
| 1989-1990 | Roma          | Leonessa      | nessuna                   |      |
| 1990-1991 | Catania       | Salerno       | nessuna                   |      |
| 1991-1992 | Civitavecchia | Caserta       | non disputati             |      |
| 1992-1993 | Como          | Catania       | non disputati             |      |

### Campionato a più gironi (dal 1994)
Le squadre partecipanti variano dalle 20 alle 24 e sono suddivise solitamente in due gironi all'italiana (Nord e Sud), con partite d'andata e ritorno. Al termine della fase a gironi si procede con la formula dei play-off.
Nella stagione 2020-2021 a causa della pandemia di Covid-19 i gironi sono quattro (Nord-Ovest, Nord-Est, Centro e Sud).
| Stagione  | Promosse dopo play-off                                                                         | Promosse dopo play-off                                                                         | Vincitrici dei gironi                                                                          | Note |
| 1993-1994 | Modena                                                                                         | Paguros                                                                                        | Modena (N) Paguros (S)                                                                         | |
| 1994-1995 | Bogliasco                                                                                      | Anzio                                                                                          | Bogliasco (N) Anzio (S)                                                                        | |
| 1995-1996 | Nervi                                                                                          | UISP Bologna                                                                                   | Nervi (N) Canottieri Napoli (S)                                                                | |
| 1996-1997 | Civitavecchia                                                                                  | Canottieri Napoli                                                                              | Civitavecchia (N) Canottieri Napoli (S)                                                        | |
| 1997-1998 | Lazio                                                                                          | Telimar Palermo                                                                                | Leonessa (N) Telimar Palermo                                                                   | |
| 1998-1999 | Leonessa                                                                                       | Ortigia                                                                                        | Leonessa (N) Ortigia (S)                                                                       | |
| 1999-2000 | Bogliasco                                                                                      | Telimar Palermo                                                                                | Bogliasco (N) Telimar Palermo (S)                                                              | |
| 2000-2001 | Camogli                                                                                        | Anzio                                                                                          | Camogli (N) Anzio (S)                                                                          | Ripescate in Serie A1 anche le finaliste dei play-off Chiavari e Messina |
| 2001-2002 | Nervi                                                                                          | Catania                                                                                        | Nervi (N) Catania                                                                              | Play-off non disputati |
| 2002-2003 | Bissolati Cremona                                                                              | Rari Nantes Napoli                                                                             | Bissolati Cremona (N) Napoli (S)                                                               | Play-off non disputati |
| 2003-2004 | Civitavecchia                                                                                  | Lazio                                                                                          | Civitavecchia (N) Lazio (S)                                                                    | |
| 2004-2005 | Plebiscito Padova                                                                              | Circolo Nautico Salerno                                                                        | Plebiscito Padova (N) CN Salerno (S)                                                           | |
| 2005-2006 | Civitavecchia                                                                                  | Cosenza                                                                                        | Civitavecchia (N) Cosenza (S)                                                                  | |
| 2006-2007 | Sori                                                                                           | Lazio                                                                                          | Sori (N) Lazio (S)                                                                             | |
| 2007-2008 | Latina                                                                                         | Civitavecchia                                                                                  | Camogli (N) Salerno (S)                                                                        | |
| 2008-2009 | Imperia                                                                                        | Roma                                                                                           | Imperia (N) Ortigia (S)                                                                        | |
| 2009-2010 | Camogli                                                                                        | Ortigia                                                                                        | Camogli (N) Ortigia (S)                                                                        | |
| 2010-2011 | Catania                                                                                        | Acquachiara                                                                                    | President Bologna (N) Acquachiara (S)                                                          | |
| 2011-2012 | Promogest                                                                                      | Lazio                                                                                          | Brescia (N) Lazio (S)                                                                          | |
| 2012-2013 | Como                                                                                           | Canottieri Napoli                                                                              | Como (N) Canottieri Napoli (S)                                                                 | |
| 2013-2014 | Sport Management                                                                               | Roma Vis Nova                                                                                  | Sport Management (N) Civitavecchia (S)                                                         | |
| 2014-2015 | Sori                                                                                           | Trieste                                                                                        | Trieste (N) Civitavecchia (S)                                                                  | Ripescato in Serie A1 anche la finalista Ortigia dopo la cessione del titolo sportivo del Como ed il successivo ampliamento del prossimo campionato di Serie A1 a 14 squadre. |
| 2015-2016 | Quinto                                                                                         | Torino '81                                                                                     | Quinto (N) Roma Nuoto (S)                                                                      | |
| 2016-2017 | Florentia                                                                                      | Catania                                                                                        | Florentia (N) Roma Nuoto (S)                                                                   | |
| 2017-2018 | Quinto                                                                                         | Roma Nuoto                                                                                     | Quinto (N) Roma Nuoto (S)                                                                      | |
| 2018-2019 | Telimar Palermo                                                                                | Rari Nantes Salerno                                                                            | Camogli (N) Salerno (S)                                                                        | |
| 2019-2020 | nessuna promozione per sospensione campionato a causa della Pandemia di COVID-19 del 2019-2021 | nessuna promozione per sospensione campionato a causa della Pandemia di COVID-19 del 2019-2021 | nessuna promozione per sospensione campionato a causa della Pandemia di COVID-19 del 2019-2021 | Ripescata in Serie A1 la prima classificata del girone Nord Metanopoli dopo la cessione del titolo sportivo del Canottieri Napoli per inadempienze finanziarie.               |
| 2020-2021 | Anzio Waterpolis                                                                               | Catania                                                                                        | Bogliasco (NO) De Akker Team (NE) Anzio Waterpolis (C) Catania (S)                             | |
| 2021-2022 | De Akker Team                                                                                  | Bogliasco                                                                                      | De Akker Team (N) Roma Vis Nova (S)                                                            | |
| 2022-2023 | Roma Vis Nova                                                                                  | Camogli                                                                                        | Roma Vis Nova (S) Camogli (N)                                                                  | |
| 2023-2024 | Olympic Roma                                                                                   | Florentia                                                                                      | Florentia (N) Canottieri Napoli (S)                                                            | |
| 2024-2025 | Canottieri Napoli                                                                              | Rari Nantes Salerno                                                                            | Chiavari (N) Canottieri Napoli (S)                                                             | |